# 亞納科查山 (聖羅薩區)
14°27′22″S 70°54′07″W / 14.45611°S 70.90194°W
亞納科查山（Yanaqucha），是秘魯的山峰，位於該國南部普諾大區，由梅爾加省和聖羅薩區負責管轄，屬於拉亞山脈的一部分，海拔高度約5,000米。